# Le chien jaune
Le chien jaune è un film del 1932 diretto da Jean Tarride.
La pellicola, con Abel Tarride nel ruolo di Maigret, è tratta dall'omonimo romanzo dello scrittore belga Georges Simenon.

## Trama
Maigret è chiamato a Concarneau, per indagare sull'enigmatico ferimento del famoso commerciante di vini locale, Mostaguen. Quello di Mostaguen è solo il primo di una serie di omicidi, o tentati omicidi, che coinvolgono il gruppo di amici del commerciante, tutti esponenti di spicco della città.
Maigret segue la sua pista, in qualche modo guidato da un bizzarro cane giallo sempre presente nei momenti e suoi luoghi degli omicidi. Un confronto voluto da Maigret con tutti i protagonisti di questa intricata vicenda, porterà il commissario alla soluzione del caso.